# 阿达德尼拉里二世
阿达德尼拉里二世（英語：Adad-nirari II，？—前891年），新亚述时期的首任亚述国王（公元前911年－前891年在位）。他征服了长年在北部地区侵扰的阿拉米部落，将这一个之前仅在名义上属于亚述附属国的地区纳入版图，并将阿拉米部落驱逐出北部边境。在征服了新赫梯人和胡里安人之后，他又两次战胜巴比伦尼亚的沙马什·姆达米克，吞并了美索不达米亚中部的大片土地，为之后征服巴比伦奠定了基础。此后他向西征战，征服了阿拉米人的两座城市，不但掠夺到大量财宝，还确保了哈布尔河地带的安全与稳定。这使得在他的统治期间，腓尼基与阿拉米的贸易路綫不断扩张，连接了小亚细亚、利比亚第22王朝统治下的埃及、美索不达米亚、和地中海地区，为中东恢复了繁荣。
| 前任： 亚述-丹二世 | 亚述国王 前911年－前891年 | 繼任： 图库尔蒂-尼努尔塔二世 |